# 刘士端
刘士端（？－1896年），清朝末年，山东西南曹州府武术团体大刀会的创立者和首领。大刀会以“保卫身家”为宗旨，是义和团前身之一。
刘士端年轻时受过良好教育，考取过秀才。在他三十余岁时，跟随一位游走江湖的武术家学会“金钟罩”的功夫，并聚众授徒，并在1890年代早期组织成立“大刀会”。当地政府尽管视其为异端，但要借助他们平息匪患，便容忍其发展。1896年初，刘士端及其大刀会开始卷入与本地天主教的冲突，政府对其态度开始转变。大刀会在与天主教冲突过程中，纪律涣散，恣意掳掠烧杀，并殃及非教徒的平民。1896年夏，清政府派兵镇压了大刀会，刘士端被抓捕和处决。

## 青年
刘士端生于山东曹州府曹县燒餅劉莊（今属单县），出生日期待考（据其后人口述，他1896年被杀时43岁，可推算他生于1853年或1854年）。自7岁至20岁，刘士端读书并应科举，但是连秀才也没有考取，由捐纳取得监生资格。
刘士端家有田地百亩，是本地颇有势力的家庭，为本村刘姓的族长 。刘士端结交江湖人物，以豪爽闻名。

## 习武和大刀会
刘士端30多岁的时候，跟随一位可能从直隶逃来的赵姓（一说赵金环，一说赵天吉）武术师学习“金钟罩”。口述史料说赵师傅是白莲教教徒，这种说法缺乏细节，不太可信。 金钟罩是一种硬气功，号称刀枪不入。1813年的癸酉之变中，八卦教教徒就习练这种武术 。习练金钟罩，口念秘密咒语，咒语严格保密，“子不告父，父不告子”，喝下符水，就有神功护体。
1890年代初，刘士端开始授徒。当时鲁西南匪患严重，很多富农和小地主拜在其门下学艺，以求能保家护院。刘士端的习武团体自立为大刀会。刘士端为大刀会总头领，手下重要首领为其弟子曹得禮和彭桂林，二人也是地主出身。
1894年，甲午战争爆发，山东绿营兵开往前线，剿匪兵力不足，鲁西南和苏北交界处的匪患更为严重。山东地方官员虽不喜金钟罩的邪门歪道，但大刀会与官府组织的民团类似，是合法的维持本地秩序的乡村力量，因此官府把土匪与大刀会区别对待。甚至在官府发布公告，要求大刀会解散之时，刘士端还率会众辅助山东兖沂曹济道道台毓賢的剿匪行动。1895年，大刀会抓捕了大量不法之徒并扭送官府，大刀会逐渐不满意官府对匪徒照章审理，不能尽杀，后来便自行处决，不再送交官府。 刘士端本人还亲自抓捕了恶名昭著的土匪头子岳二米子，得到了地方官府的嘉奖。
由于不受官府压制，大刀会势力快速壮大。1896年春，大刀会为庆祝祖师诞辰，在单县县城附近的火神庙连唱了四天对台戏，借助唱戏大刀会显示了自己的极大成功，并加强了各村大刀会之间的联系。此时，大刀会会众人数高达两三万之多，主要来自山东，在临近的河南、安徽、江苏也有分布。刘士端是总首领，但大刀会组织并不严密，没有统一号令来维系。

## 与天主教冲突和被处决
当时，大刀会和天主教的势力都在迅速膨胀，二者逐渐起了冲突。受大刀会和官府镇压的土匪，很多摇身一变成了天主教徒，以求庇护。 另外，天主教质疑大刀会会众刀枪不入，大刀会反讥天主教异教神祇无能。 1896年春，单县一位商人与一位教徒发生债务纠纷，这位商人向大刀会求助，刘士端手下的首领曹得礼同意庇护该商人，天主教约大刀会到一庙前武力决斗。但在地方官员和士绅的劝说下，双方平息了事端，但种下了双方更大冲突的种子。这件小事中，天主教徒觉得丢了面子，大刀会遭到清政府查禁。
1896年，江苏北部庞刘两家的土地纠纷给大刀会和天主教带来了更激烈的冲突。砀山县（当时归江苏管辖，现在属安徽）庞刘两大家族都宣称对一片肥沃的土地拥有所有权。刘家奉教，便向天主教求助撑腰，庞家为加强势力，加入了大刀会。 1896年6月，刘家抢收小麦，庞氏家族头人庞三杰带人焚烧了刘家村庄的小教堂。 随后，庞三杰亲自到山东，找刘士端求助，刘士端派给他约一百名大刀会会众，庞三杰率大刀会袭劫了砀山的教堂和教民的家。庞三杰的队伍迅速扩张到千余人，他们流窜到附近单县、丰县等县，到处抢劫教民家产。庞三杰的行动引来了官军的镇压，刘士端派彭桂林去支援庞三杰。彭桂林和庞三杰的队伍很快被官军和地方团练镇压下去。
新升任山东布政使的毓贤开始负责镇压大刀会的任务。他命曹县和单县地方官抓捕大刀会首领刘士端和曹得礼。1896年7月7日，曹县县令派民团首领曾广寰邀刘士端赴会，曾是刘士端的朋友，刘士端与官员之间关系表面上没有完全破裂，刘士端欣然赴会，被当场抓捕。单县县令以类似方式诱捕曹得礼。刘士端和曹得礼等三十余位大刀会首领先后被斩首。但是，大刀会并没有因此销声匿迹，附近山东、江苏、河南多县仍有人打着大刀会的旗号进行反教会的暴力活动，包括著名的巨野教案。
大刀会习练刀枪不入的武术，并进行反天主教的暴力活动，被视为义和团的前身之一。义和团1899年肆虐华北的时候有时候还使用大刀会的名称。